# Рогачёвка (Липецкая область)
Рогачёвка — деревня Ивовского сельского совета Липецкого района Липецкой области.

## История
Впервые упомянута в 1859 году. Предыдущее название Александровка. Во время существования волостей входила в Ивовскоую волость Задонского уезда Воронежской губернии, а позднее — в Нижнестуденецкую Липецкого уезда Тамбовской губернии. С образованием районов находилась в составе Студенецкого (Водопьянского, Донского ) района.
В 1984-1992 годы построена дорога Ивово-Рогачёвка, деревня газифицирована.

## Этимология названия
Нынешнее название произошло от термина «рог», что в данном контексте означает «поворот балки».

## Население
| 1859 | 1900 | 1926 | 1997 | 2001 | 2010 | 2012 |
| ---- | ---- | ---- | ---- | ---- | ---- | ---- |
| 247  | ↘226 | ↗296 | ↘33  | ↘28  | ↗32  | →32  |

В 1859 году — село владельческое, 22 двора, 247 жителей.
В 1900 году — деревня с 43 дворами и 226 жителями.
По переписи 1926 года в ней было 58 дворов и проживало 296 человек.
На 1 января 1997 года здесь было 19 дворов и 33 жителя.
В январе 2001 года деревня насчитывла 15 дворов и 28 жителей.